# Lac du Présalé
Le lac du Présalé est un lac situé sur la Grande Terre des îles Kerguelen dans les Terres australes et antarctiques françaises (TAAF). Il est localisé sur la presqu'île Joffre.